# کهن‌باشنده
کهن‌باشنده (انگلیسی: Tapejara) سرده‌ای از خزندگان بال‌دار برزیل از دوره کرتاسه است.